# Venice Simplon-Orient-Express
Venice Simplon-Orient-Express (forkortet VSOE) er et privatejet luksustog, der normalt kører mellem London og Venedig, og som populært kaldes for Orientekspressen – ligesom dets historiske sidestykke.
Det oprindelige selskab blev etableret 1982 af James Sherwood fra Kentucky i USA; fem år tidligere, i 1977, havde han købt to af de oprindelige togvogne ved en auktion efter Compagnie Internationale des Wagons-Lits havde trukket sig fra driften af Orientekspressen, og overgav strækningen til de nationale jernbaneselskaber i Frankrig, Tyskland og Østrig. I løbet af de næste få år brugte Sherwood 16 millioner amerikanske dollars på at købe 35 sove-, spise- og salonvogne. Den 25. maj 1982 kørte det første tog mellem London og Venedig.
I dag ejes strækningen af Orient-Express Hotels. Selskabet ejer 50 luksushoteller, restauranter, turisttog og flodbåde i 24 lande.